# Venceslao I (duca di Boemia)
Venceslao I (in ceco Václav; Stochov, 907 circa – Stará Boleslav, 28 settembre 935) è stato duca di Boemia dal 13 febbraio 921 alla morte. È venerato come santo dalla Chiesa cattolica e dalla Chiesa ortodossa.

## Biografia
Nacque a Stochov, figlio di Vratislao I, duca di Boemia e della di lui consorte Drahomíra. Nato in un territorio dove il cristianesimo era poco diffuso, fu tuttavia educato in modo cristiano dalla nonna paterna, Ludmilla. Dopo la morte del padre, giovanissimo divenne duca di Boemia e si preoccupò di cristianizzare il suo paese con l'aiuto di monaci missionari germanici, inviati dell'Impero carolingio.
Venceslao dovette anche scontrarsi con quella parte di nobiltà, che insieme alla madre Dragomira e al fratello Boleslao, era rimasta pagana. Il fratello Boleslao tentò più volte di ucciderlo e dopo un conflitto con la spada dove gli risparmiò la vita, egli ci riuscì tramite alcuni sicari nel 935 a Stará Boleslav (nell'attuale Repubblica Ceca).

## Il culto
Mentre moriva, Venceslao avrebbe esclamato: «Nelle tue mani, Signore, raccomando l'anima mia». La tradizione narra che il suo sangue fosse rimasto sparso sul pavimento in legno e nessuno fosse riuscito a lavarlo. Il corpo fu successivamente sepolto a Praga, nella cattedrale di San Vito. I cristiani del luogo cominciarono subito la venerazione del suo corpo e la sua fama di santità si diffuse in poco tempo in tutto il popolo.
San Venceslao è il santo protettore dello Stato boemo. La Chiesa ha inserito il suo nome nel martirologio romano, è il patrono della Repubblica Ceca e della Boemia.
Il 28 settembre in Repubblica Ceca si commemora l'anniversario della sua morte, avvenuta nel 935 d.C., con una ricorrenza nazionale chiamata dai cechi Den české státnosti (Giorno della Repubblica Ceca).

## Giudizio storiografico
A proposito di Venceslao, lo storico Franco Cardini ha avanzato il seguente giudizio:
(Franco Cardini, Come Praga divenne magica, p. 47)

## Ascendenza
|                       |   |                    | Genitori |  |  | Nonni               |  |  | Bisnonni |  |
|                       |   |                    |          |  |  | Bořivoj I di Boemia |  |  | Hostivit |  |
|                       |   |                    |          |  |  | Bořivoj I di Boemia |  |  | Hostivit |  |
|                       |   | …                  |          |  |  | Bořivoj I di Boemia |  |  |          |  |
| Vratislao I di Boemia |   |                    |          |  |  | Bořivoj I di Boemia |  |  |          |  |
|                       |   | Ludmilla di Boemia | Slavibor |  |  |                     |  |  |          |  |
|                       |   | Ludmilla di Boemia | Slavibor |  |  |                     |  |  |          |  |
|                       |   | Ludmilla di Boemia | …        |  |  |                     |  |  |          |  |
| Venceslao I di Boemia |   | Ludmilla di Boemia |          |  |  |                     |  |  |          |  |
|                       | … | …                  |          |  |  |                     |  |  |          |  |
|                       | … | …                  |          |  |  |                     |  |  |          |  |
|                       | … | …                  |          |  |  |                     |  |  |          |  |
| Drahomira             | … |                    |          |  |  |                     |  |  |          |  |
|                       |   | …                  | …        |  |  |                     |  |  |          |  |
|                       |   | …                  | …        |  |  |                     |  |  |          |  |
|                       |   | …                  | …        |  |  |                     |  |  |          |  |
|                       |   | …                  |          |  |  |                     |  |  |          |  |